# Stichopathes alcocki
Stichopathes alcocki is een Antipathariasoort uit de familie van de Antipathidae. De wetenschappelijke naam van de soort is voor het eerst geldig gepubliceerd in 1909 door Cooper.